# پی‌پی، پوپو و رزماری
پی‌پی، پوپو و رُزماری (ایتالیایی: Pipì, Pupù e Rosmarina) یک انیمیشن ایتالیایی محصول سال ۲۰۰۹ است که توسط انتسو دالو طراحی و کارگردانی شده است.

## داستان
پی‌پی، یک راکون، پوپو، یک پرنده کوچک شیرین و تپل، و رُزماری، یک خرگوش مهربان، در جست‌وجوی مابا، موجودی که بخشی از آن مامان و بخشی بابا است، به سراسر جهان سفر می‌کنند.